# Velika Polana
Velika Polana (em húngaro:  Nagypalina, em alemão:  Teufelsloch, em prekmuro: Velka Polana ou Völka Polana) é um município da Eslovênia. A sede do município fica na localidade de mesmo nome.